# Empis calcitrans
Empis calcitrans är en tvåvingeart som beskrevs av Giovanni Antonio Scopoli 1763. Empis calcitrans ingår i släktet Empis och familjen dansflugor.
Artens utbredningsområde är Slovenien. Inga underarter finns listade i Catalogue of Life.